# Brithysana pauliani
Brithysana pauliani là một loài bướm đêm trong họ Noctuidae.